# Melvin Colvin Hazen

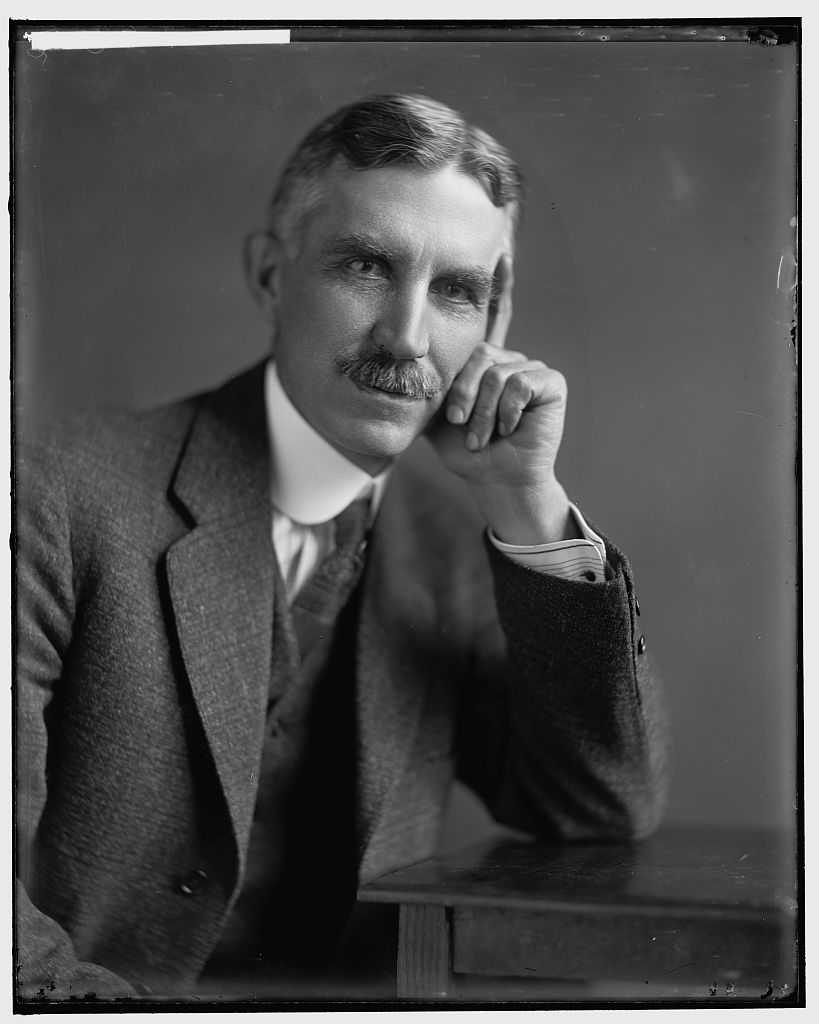
Melvin Colvin Hazen in 1905

Melvin Colvin Hazen (* 27. Oktober 1869 im Prince William County, Virginia; † 15. Juli 1941) war ein US-amerikanischer Politiker. Zwischen 1933 und 1941 war er als Präsident des Board of Commissioners Bürgermeister der Bundeshauptstadt Washington, D.C.
Über Melvin Hazen ist nicht viel überliefert. Er lebte zumindest zeitweise in Washington D.C. Seine Parteizugehörigkeit ist ebenfalls nicht bekannt. Im Jahr 1933 wurde er Mitglied des aus drei Personen bestehenden Gremiums Board of Commissioners, das die Stadt Washington regierte. Innerhalb dieser Gruppe wurde er zum Vorsitzenden bestimmt. In dieser Eigenschaft übte er faktisch das Amt des Bürgermeisters aus, auch wenn dieser Titel zwischen 1871 und 1975 offiziell nicht benutzt wurde. Diesen Posten bekleidete er zwischen 1933 und seinem Tod am 15. Juli 1941.